# Martin Gabriel
Martin Joseph Gabriel sr. (New Orleans, 1876 – aldaar, 25 november 1932) was een Amerikaanse jazzkornettist en -accordeonist.

## Biografie
Martin Gabriel kwam uit een typische muzikale dynastie uit New Orleans. Zijn vader, de bassist Narcisse Gabriel, emigreerde in 1856 uit Santo Domingo. Hij speelde zelf kornet en accordeon. Vanaf 1895 dirigeerde hij verschillende dans- en fanfarebands, die ook dienst deden als opleidingscentrum voor jazzmuzikanten van de volgende generatie, zoals Johnny St. Cyr. Hij dirigeerde ook het uitgebreide jazzensemble The National Orchestra. Het ensemble, waartoe ook Freddie Keppard behoorde, speelde vanaf 1913 bijna twee decennia en viel uit elkaar met het overlijden van Martin Gabriel. Johnny St. Cyr maakte soms ook deel uit van de band. Zijn zonen, de contrabassist Percy Gabriel (1915-1993), de klarinettist en drummer Martin Manuel Gabriel (Martin Gabriel jr.) en de pianist en banjospeler Clarence Gabriel (1905 tot circa 1982) waren eveneens jazzmuzikanten en speelden in New Orleans in een eigen band. Percy en Martin verhuisden later naar Detroit, waar ze ook een band in de New Orleans-stijl hadden. Sommige van hun zonen waren ook jazzmuzikanten, zoals de klarinettist en saxofonist in het Preservation Hall orkest Charlie Gabriel (* 1932), de zoon van Martin Manuel Gabriel. De familie omvat ook saxofonist Clarence Ford, die een leerling was van Martin Gabriel jr. en die in de jaren 1950 en 1960 met Fats Domino speelde. Zijn kleinzoon Thaddeus Ford jr. is jazztrompettist. 

## Overlijden
Martin Gabriel overleed in november 1932 op 56-jarige leeftijd.